# Claus Bøhling
Claus Bøhling (født 2. juli 1949 i Gentofte) er en dansk musiker og sanger, der mestrer guitar og mundharmonika.
Han har spillet med i Hurdy Gurdy og Secret Oyster og 1990'erne været aktiv musiker i England.
Siden 2019 har Claus spillet i bandet Astro Hatch med Ivan Tønder på bas og Nigel Tilbury på trommer.